# Étienne Œhmichen
Étienne Œhmichen, celým jménem Étienne Edmond Œhmichen, také uváděn jako Étienne Oehmichen (15. října 1884 Châlons-sur-Marne – 10. července 1955 Paříž), byl francouzský inženýr a konstruktér vrtulníků.

## Život

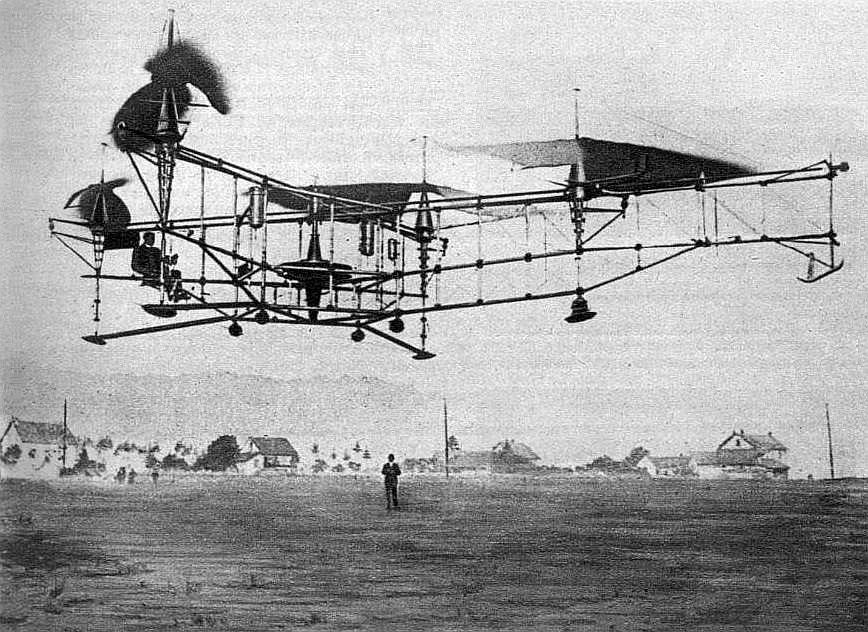
Œhmichen No.2

Etienne Œhmichen se narodil plukovníkovi dělostřelectva Frédéricu Edmondovi Œhmichenovi a Jeanne Marie Pairové. Pocházel z rodiny, která dlouho žila v oblasti Montbéliard. V roce 1908 dokončil studia na École Centrale Paris.
Svou kariéru zahájil u výrobce lokomotiv Société alsacienne de constructions mécaniques. Později navázal spolupráci s Peugeotem, v souvislosti s níž se zajímal o další vývoj generátorů. Poté, co se zúčastnil zákopové války v první světové válce, pracoval v Peugeotu při navrhování obrněných vozů.
18. února 1921 absolvoval svůj první úspěšný let s vrtulníkem a 11. listopadu 1922 poprvé vznesl do vzduchu svůj Œhmichen No.2, pravděpodobně první spolehlivě létající vertikální vzlet na palubě člověka, letadlo, které je považováno za první kvadrokoptéru. Zde také použil malé vertikálně uložené rotory, které působily proti čtyřem velkým horizontálním rotorům a dosáhly tak stabilizace letadla. Tato myšlenka později vedla k vývoji ocasního rotoru. 14. dubna 1923 vytvořil letem kolem 358 m rekord vzdálenosti. O rok později, 4. května 1924, jako první přistál na stejném místě s vrtulníkem po kruhové dráze letu o délce asi jeden kilometr asi po 7 minutách a 40 sekundách. Za to obdržel inzerovanou finanční odměnu 10 000 francouzských franků.
Œhmichen byl také biolog a studoval funkční princip hmyzích křídel, zejména vážek. Na konci 30. let byl jmenován profesorem biologie na Collège de France v Paříži, kde učil až do odchodu do důchodu.
Jeho písemná a fotografická pozorování letu ptáků a hmyzu slouží dnešním biomechanikům jako základ pro další výzkum konstrukce pružných rotorových listů.